# Lane Stadium
Edward Hudson Lane Stadium es un estadio de fútbol americano colegial ubicado en el campus de Virginia Tech en Blacksburg, Virginia. Fue inaugurado el 2 de octubre de 1965 y tiene una capacidad para albergar a 66 233 aficionados cómodamente sentados.
Su equipo local son los Virginia Tech Hokies de fútbol americano universitario, pertenecientes a la Atlantic Coast Conference de la National Collegiate Athletic Association.

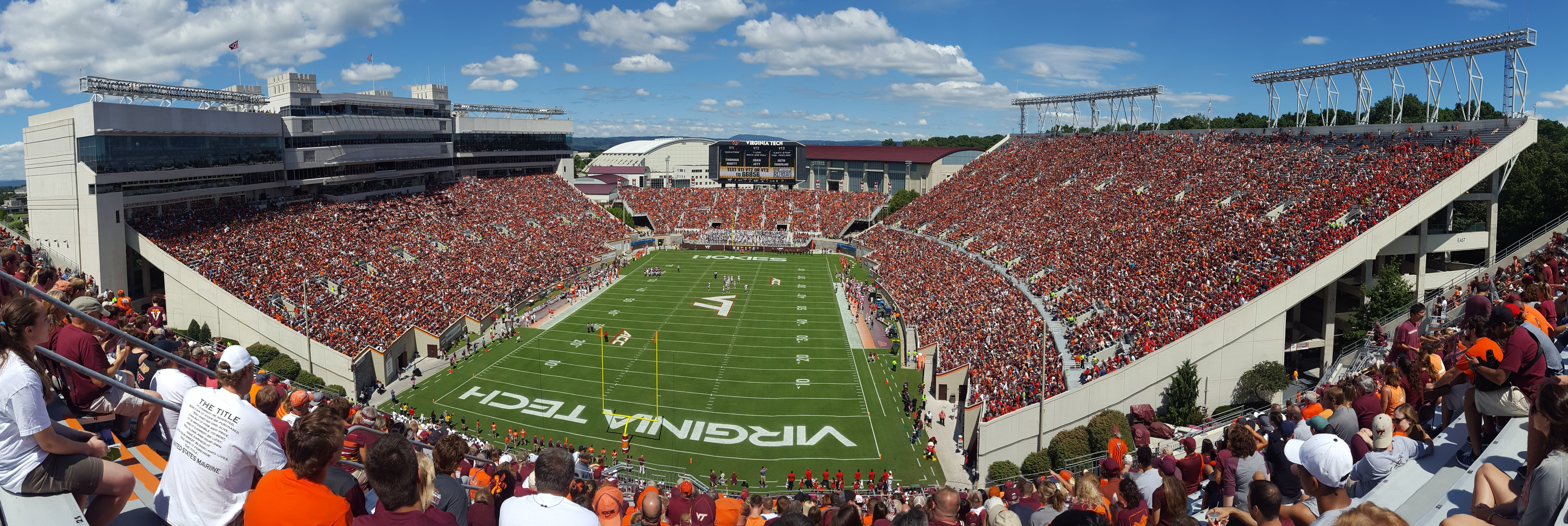
Panorámica del estadio.